# Quercus chevalieri
Quercus chevalieri — вид рослин з родини букових (Fagaceae), поширений у південному Китаї й північному В'єтнамі.

## Опис
Це вічнозелене дерево 10–15(20) метрів заввишки. Гілочки стрункі, укриті білуватим нальотом у віці 2 років; є численні сочевиці. Листки субшкірясті, безволосі, одного кольору або майже так, еліптичні або зворотно-яйцювато-довгасті, 6–11 × 2–4 см; основа клиноподібна; верхівка ± тупа, іноді коротко хвостата; край цілий, хвилястий, іноді є кілька дрібних зубців біля верхівки; ніжка 5–10 мм. Період цвітіння: квітень — травень. Жолуді від 2 до 5 разом, яйцювато-довгасті, завдовжки 15–18 мм, в діаметрі 8–13 мм; чашечка вкриває 1/2 горіха, в діаметрі 8–18 мм; дозрівають першого року в жовтні — грудні.

## Середовище проживання
Поширений у південному Китаї (Гуансі, Хайнань) й північному В'єтнамі. Росте в субтропічних лісах, на висотах від 1400 до 1700 метрів.

## Використання й загрози
Використовується столярами, оскільки забезпечує хорошу деревину. Доступної інформації щодо загрози для виду мало.